# Фауна Кубы
Фауна Кубы, самого крупного из островов Вест-Индии, отличается малым количеством позвоночных животных и относительно большим количеством эндемичных видов.

## Млекопитающие
На территории Кубы зарегистрировано 68 видов млекопитающих. Из них 6 исчезнувших видов, 6 находится под критической угрозой, 5 находятся под угрозой, 4 уязвимы, 4 близки к уязвимым. Среди эндемиков — кубинский щелезуб (лат. Atopogale cubana), обитающий на востоке острова, несколько видов длиннохвостый хутий (лат. Mysateles), близкие к вымиранию кубинские крокодилы (лат. Crocodylus rhombifer).
- Горбатый кит
- Пака
- Чернохвостая хутия (иллюстрация)
- Американский ламантин

## Птицы
В стране насчитывается 398 видов птиц. 13 из них либо находятся на грани полного исчезновения (CR), либо относятся и исчезающим видам (EN). Двадцать видов являются эндемиками, в том числе кубинская иволга (лат. Icterus melanopsis), кубинский тоди (лат. Todus multicolor), наземный дятел (лат. Colaptes fernandinae), кубинский ястреб (лат. Accipiter gundlachi) и два вида трясогузковых певунов (лат. Teretistris fornsi). Эндемиком кубы является и самая маленькая птица в мире — колибри-пчёлка. Национальной птицей Кубы считается кубинский трогон.
- Кубинский амазон
- Колибри-пчёлка
- Кубинский трогон
- Восточный трясогузковый певун

## Рептилии и амфибии
На территории страны зарегистрировано 150 видов рептилий и амфибий. Более 70 % из них являются эндемиками, в том числе кубинский удав, кубинский крокодил, кубинский хамелеолис, кубинская жаба и кубинская листовая лягушка.
- Кубинский удав
- Кубинская жаба
- Кубинский крокодил
- Кубинская листовая лягушка

## Насекомые
На территории страны известно более 7 000 видов насекомых. Многие виды эндемичны, в том числе бабочки parides gundlachianus, муравьи pheidole alayoi и жуки-щитоноски plagiometriona tortuguilla.

## См.также
- Флора Кубы[укр.]